# فرانك بوكستون
فرانك بوكستون (بالإنجليزية: Frank Buxton)‏ هو كاتب وكاتب سيناريو ومخرج وممثل أمريكي، ولد في 13 فبراير 1930 في ويليسلي (ماساتشوستس) في الولايات المتحدة، وتوفي في 2 يناير 2018 في بينبريج آيلاند في الولايات المتحدة بسبب أمراض القلب.

## وصلات خارجية
- فرانك بوكستون على موقع IMDb (الإنجليزية)
- فرانك بوكستون على موقع ألو سيني (الفرنسية)
- فرانك بوكستون على موقع أول موفي (الإنجليزية)
- فرانك بوكستون على موقع قاعدة بيانات الأفلام السويدية (السويدية)
- فرانك بوكستون على موقع قاعدة بيانات الفيلم (الإنجليزية)
- فرانك بوكستون على موقع كينوبويسك (الروسية)